# Friede von Großwardein
Der Friede von Großwardein wurde am 24. Februar 1538 zwischen Ferdinand I. und Johann Zápolya geschlossen.
Er beendete den 12 Jahre währenden Ungarischen Bürgerkrieg, der 1526 nach dem Tod von Ludwig II. in der Schlacht bei Mohács ausgebrochen war. 

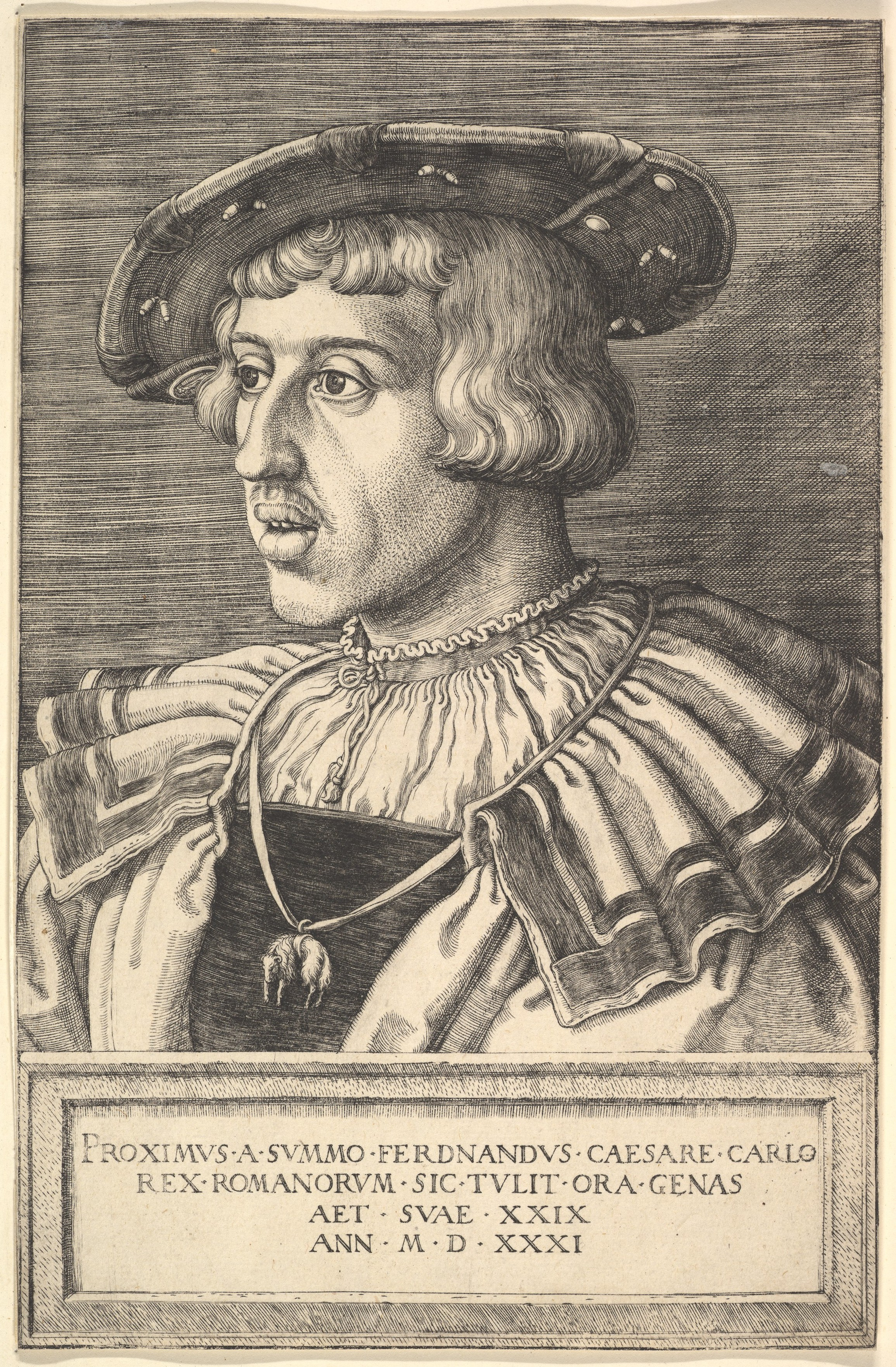
Ferdinand I.

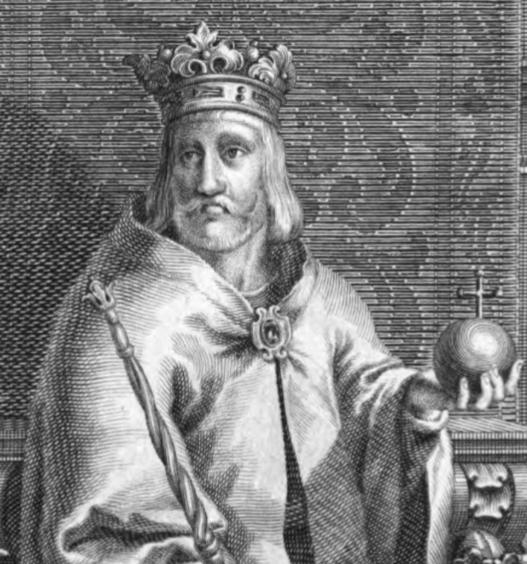
Johann I.

## Vorgeschichte
Gemäß den Erbverträgen aus dem Frieden von Pressburg und der Wiener Doppelhochzeit erhob Ferdinand nach dem Tod von Ludwig Anspruch auf den ungarischen Thron. Johann Zápolya, Wojewode von Siebenbürgen, ließ sich jedoch mit der Unterstützung des ungarischen Adels zum König ausrufen und spaltete seinen Herrschaftsraum vom Königlichen Ungarn ab. Dort herrschte er mit Duldung der Türken als Johann I. Zápolya. Die mittelungarischen Gebiete waren nach der Schlacht bei Mohács zwar von den Türken erobert worden, diese zogen sich aber rasch wieder zurück, erst 1541 erfolgte die endgültige Annexion Mittelungarns, und es wurde eine Provinz des Osmanischen Reiches. Ferdinand beherrschte die westlichen Gebiete des Ungarischen Königreiches (heute an Österreich grenzende Komitate Ungarns, West- und Mittelslowakei, Burgenland, Kroatien). Die beiden Parteien führten einen erbitterten Kampf um die Vorherrschaft, der das Land verwüstete.

## Der Friedensschluss
Am 24. Februar 1538 schlossen sie in Großwardein Frieden und vereinbarten, dass die von Johann Zápolya beherrschten Gebiete nach seinem Tod an Ferdinand fallen sollten. Bei den Friedensbesprechungen wurde der Kaiser Karl V. durch seinen persönlichen Gesandten, Erzbischof Johannes von Weeze vertreten. Im Namen des Erzherzogs Ferdinand hat Generalfeldmarschall Leonhard von Fels, Oberbefehlshaber Nordungarns den Vertrag unterzeichnet.
Der Vertrag wurde nie vollzogen. Im Frühjahr 1539 heiratete Zápolya die junge Prinzessin Isabella Jagiellonica, Tochter von Sigismund I., König von Polen. Aus Angst, seine Thronansprüche zu verlieren, schickte Ferdinand im September 1539 seinen Vertrauten Hieronymus Łaski, den Bruder Jan Łaskis, nach Konstantinopel, um Süleyman über den Vertrag von Großwardein zu informieren. Damit wollte Ferdinand erreichen, dass – im Falle eines militärischen Vorrückens Ferdinands in Ungarn – Süleyman nicht Zápolya zur Hilfe eilen würde.
Im Juli 1540 wurde Zápolyas Sohn, Johann Sigismund geboren, kurz danach starb König Johann Zápolya. Seine Anhänger bestimmten Johann Sigismund zum König, damit wurde der Vertrag gebrochen, und – nach den gegenseitigen Feldzügen der Habsburger und der Osmanen in 1540 und 1541 – wurde die endgültige Dreiteilung Ungarns für die nächsten 150 Jahre besiegelt.